# Lipczyno
Lipczyno – osada w Polsce położona na Pojezierzu Bytowskim, w województwie pomorskim, w powiecie bytowskim, w gminie Miastko, 
Miejscowość położona nad jeziorem Lipczyńskim.
Do 1954 część miasta Miastko. W latach 1975–1998 miejscowość administracyjnie należała do województwa słupskiego.